# Tanjung Paku (Tanjung Harapan)
Tanjung Paku is een bestuurslaag in het regentschap Solok van de provincie West-Sumatra, Indonesië. Tanjung Paku telt 5493 inwoners (volkstelling 2010).